# Andy Cole
Andy Cole hay Andrew Cole, tên đầy đủ là Andrew Alexander Cole, sinh ngày 15 tháng 10 năm 1971 tại Nottingham, là cựu cầu thủ bóng đá người Anh. Anh từng là cầu thủ của Arsenal, Fulham, Bristol City, Manchester United, Blackburn Rovers và Manchester City, Portsmouth và Birmingham City.Là một cầu thủ, Anh là một tiền đạo từ năm 1988 đến năm 2008. Anh nhớ nhất là quãng thời gian của mình tại Premier League, với Manchester United, nơi Anh đã dành sáu năm sự nghiệp của mình và gặt hái được nhiều danh hiệu nhất.
Anh cũng góp mặt trong sự nghiệp bóng đá Anh sau thời đỉnh cao với Arsenal, Newcastle United, Blackburn Rovers, Fulham, Manchester City, Portsmouth và Sunderland, cũng như tại Football League của Bristol City, Birmingham City, Burnley và Nottingham Forest. Anh là cầu thủ ghi bàn cao thứ 3 trong lịch sử Premier League với 187 bàn thắng.
Cole có sự khác biệt khi trở thành một trong số ít cầu thủ của đội tuyển Anh đã vượt qua tất cả các danh hiệu có thể có trong các giải đấu, bao gồm giải Cầu thủ trẻ của năm PFA, cũng như chức vô địch UEFA Champions League. Cole cũng đã góp mặt mười lăm lần cho tuyển Anh từ năm 1995 đến năm 2001, ghi bàn một lần chống lại Albania trong vòng loại World Cup.

## Sự nghiệp của câu lạc bộ

### Sự nghiệp từ sớm.
Cole bắt đầu sự nghiệp của mình khi anh còn là cầu thủ trẻ của Arsenal khi rời khỏi trường vào năm 1988, ký hợp đồng chuyên nghiệp vào năm 1989. Anh đã có lần xuất hiện duy nhất cho Arsenal, 19 tuổi, vào thay người trong trận với Sheffield United tại Highbury trong trận đấu của Đội 1 ngày 29 tháng 12 năm 1990; Arsenal thắng 4-1 nhưng Cole không ghi bàn. Anh cũng đã có một lần vào thay người trận gặp Tottenham Hotspur tại Charity Shield vào năm 1991 và gần như đã có một ảnh hưởng ngay lập tức, sút trúng vào cạnh lưới ngoài. Mùa giải sau, anh được cho mượn Fulham ở giải hạng 3, nơi anh ghi 3 bàn trong 13 trận.
Cole đã được bán cho Second Division Bristol City với hợp đồng trị giá 500.000 bảng Anh - lúc đó anh là cầu thủ đắt giá nhất của họ. Cole đã nhanh chóng trở thành một trong những cầu thủ hàng đầu tại Anh và tên của anh ấy thường xuyên được biết đến như là một tài năng trẻ tuổi với Bristol City (người đã bắt đầu mùa giải 1992-93 tại Liên đoàn Bóng đá Liên đoàn 1 sau khi thành lập Premier League) Liên kết với các câu lạc bộ Premier League trong suốt mùa giải 1992-93.

### Newcastle United.
Tháng 2 năm 1993, Tại giải hạng nhất Anh,Newcastle United phá kỷ lục câu lạc bộ của CLB bằng cách chi 1,75 triệu bảng để ký hợp đồng với Cole. Anh đã ghi được 12 bàn thắng trong nhiều trận đấu khi mà Magpies(biệt hiệu của Newcastle) lọt vào giải hạng nhất Anh và giành quyền lên Premier League. 12 bàn thắng của anh bao gồm hai hat-tricks, trận đầu tiên chống lại Barnsley vào ngày 7 tháng 4, thứ hai vào ngày cuối cùng của mùa giải trong trận thắng 7-1 của Leicester City. Anh cũng ghi được bàn thắng đầu tiên của hai đội trong chiến thắng 2-0 trước Grimsby Town ở sân Blundell Park vào ngày 4 tháng 5.
Sau khi David Kelly được bán cho Wolverhampton Wanderers, HLV Kevin Keegan đã đưa Peter Beardsley trở thành đối tác tấn công của Cole trong chiến dịch Premier League 1993-94.
Cole đã ghi 34 bàn trong 40 trận trong mùa giải Premier League đầu tiên của Newcastle khi họ đứng thứ ba và đủ điều kiện chơi UEFA Cup. Cole ghi được tổng cộng 41 bàn thắng trong tất cả các trận đấu - phá kỷ lục ghi bàn của câu lạc bộ mà Hughie Gallacher đã đặt gần 70 năm trước đó (Gallacher vẫn giữ kỷ lục số bàn thắng cao nhất trong mùa giải với 36 bàn). Mục tiêu đầu tiên của anh ở giải đấu này là trong trận hòa 1-1 với nhà vô địch giải Ngoại hạng Anh Manchester United (người giành chiến thắng trong trận đấu) tại Old Trafford vào ngày 21 tháng 8. Đây là bàn thắng đầu tiên của Newcastle ở Premier League.
Chính xác ba tháng sau, anh ghi được ba bàn thắng khi Magpies(biệt hiệu của Newcastle) nghiền nát Liverpool 3-0 ở nhà. Một hat-trick tiếp theo trận gặp Coventry City vào cuối tháng 2 và Peter Beardsley gần như chết lặng khi đối mặt với anh, Magpies đã đứng thứ 3 trong giải đấu và lần đầu tiên giành chức vô địch UEFA Cup kể từ những năm 1970. Cole sau đó đã được bình chọn là cầu thủ trẻ xuất sắc của năm PFA cho mùa giải đó.
Cole sau đó ghi được thêm chín bàn thắng ở Premier League trong 18 trận đấu cho Newcastle sau khi bắt đầu mùa giải 1994-95, và cũng đã ghi một hat-trick chống lại Royal Antwerp tại UEFA Cup.
Tổng cộng, Cole đã ghi 68 bàn trong 84 trận cho Newcastle tỷ suất ghi bàn là 81%, trong quá khứ Newcastle, chỉ có Hughie Gallacher mới có được thành tích tốt nhất. Bàn thắng cuối cùng của Cole cho Newcastle là trong trận hòa 1-1 với Ipswich Town vào ngày 26 tháng 11 năm 1994.

### Manchester United
Vào ngày 10 tháng 1 năm 1995, Cole đột ngột bị bán với giá 7 triệu bảng Anh(trong đó 6 triệu bảng Anh cộng với Keith Gillespie 1 triệu bảng, đi theo chiều ngược lại), lập kỷ lục mới về mức giá đắt nhất 1 kỳ chuyển nhượng Anh thời bấy giờ.
Mặc dù mới gia nhập nửa cuối mùa giải 1994-95, Cole vẫn ghi được 12 bàn trong 18 trận đấu tại Premier League cho United. đầu tiên anh là người ghi bàn duy nhất trong chiến thắng 1-0 trước Aston Villa vào ngày 4 tháng 2 tại Old Trafford và sau đó là 5 bàn trong trận thắng Town Ipswich; Khiến anh trở thành cầu thủ đầu tiên ghi được 5 bàn trong một trận đấu tại Premier League.
Tuy nhiên, anh đã để mất hai cơ hội trong những phút cuối cùng với West Ham United vào ngày cuối cùng của mùa giải khi họ chỉ có thể cầm hòa 1-1, và danh hiệu của giải đấu đã được chuyển tới Blackburn Rovers. Anh đã bị hụt hơi trong trận chung kết FA Cup một tuần sau đó. Man United thua Everton 1-0 trong trận vắng mặt anh, trận đó cũng không có sự góp mặt của Eric Cantona bị cấm và Andrei Kanchelskis bị thương, hai cầu thủ ghi bàn cao nhất của CLB trong mùa giải đó.
Mùa bóng đầu tiên anh ra sân đủ trận cho Manchester United năm 1995-96 lại tỏ ra rất khó khăn, Cole đã phải vật lộn để tìm ra vị trí của mình khi đội bóng đang được xây dựng xung quanh Eric Cantona là trung tâm khi anh trở lại. Mặc dù Cole đã ghi 4 trận liên tiếp trong suốt mùa đông, bao gồm cả một bàn mở đầu quan trọng trong trận thắng 2-0 trước United đối đầu Newcastle United vào ngày 27 tháng 12, Cole đã bị fan hâm mộ và các nhà phê bình bêu riếu trong suốt mùa giải khi chỉ ghi 14 bàn và đã để mất nhiều cơ hội. Tuy nhiên, Cole đã tìm lại được phong độ của mình vào cuối mùa giải và ghi được những bàn thắng quan trọng bao gồm cả bàn thắng trong trận bán kết cúp FA với Chelsea để giúp United trở lại Wembley một lần nữa. Sau đó, anh đã giành chức vô địch Premier League đầu tiên trong sự nghiệp khi ghi bàn thứ hai vào lưới Middlesbrough trong trận thắng 3-0 của United vào ngày cuối cùng của mùa giải để giúp United giành danh hiệu Premier League lần thứ ba trong bốn năm. Anh cũng đã chơi trong trận chung kết giải FA Cup giúp United trở thành đội bóng Anh đầu tiên giành cú ăn hai trong một mùa giải.

## Danh hiệu
Arsenal
- FA Charity Shield: 1991 (đồng đoạt cúp)

Newcastle United
- Football League First Division(EFL Championship hiện nay): 1992–93

Manchester United
- Premier League: 1995–96, 1996–97, 1998–99, 1999–2000, 2000–01[1]
- FA Cup: 1995–96, 1998–99
- FA Charity Shield: 1997
- UEFA Champions League: 1998–99

Blackburn Rovers
- Football League Cup: 2001–02